# Falcarius utahensis
Falcarius era un genere di dinosauri therizinosauri trovato nel settore centro-orientale dello Utah, negli Stati Uniti, nel 2005.
 
Il suo nome deriva dalla parola falce (falcarius in latino è un tagliatore con falce), che gli scienziati hanno usato per descrivere le sue ingombranti zampe artigliate. Questa scoperta, insieme alla recente scoperta del therizinosauro Beipiaosaurus dal Cretaceo inferiore della Cina, può chiarire i rapporti del gruppo con la più grande famiglia di dinosauri teropodi.
Il luogo del ritrovamento, su due campi (8.000 mq), zona dello Utah Cedar Mountain Formation, comprende i resti di centinaia, forse migliaia, di esemplari della nuova specie. Solo un piccolo numero di fossili a disposizione sono stati ritrovati. Dall'esame delle ossa fossilizzate dei diversi animali, gli scienziati descrivono i dinosauri come delle creature dotate di artigli a forma di falce e di piume. Falcarius utahensis misurava circa 4–7 m (da 12 a 13 piedi) di lunghezza e poco più di 1,2 m di altezza. Con il collo lungo, a quanto pare poteva raggiungere circa 1,5 m dal suolo e masticare foglie o frutta. La dentatura da 10 a 13 cm e gli artigli stanno a indicare che si nutriva di carne, molto probabilmente piccoli animali come lucertole, oltre che di vegetazione.